# أورتيس وايتلي
أورتيس وايتلي (بالإنجليزية: Aurtis Whitley)‏ (مواليد 1 مايو 1977) هو لاعب كرة قدم. يلعب مع منتخب ترينيداد وتوباغو لكرة القدم. سبق له أن لعب في كأس العالم لكرة القدم مع منتخب بلاده.

## روابط خارجية
- أورتيس وايتلي على موقع قاعدة بيانات كرة القدم.إي يو (الإنجليزية)
- أورتيس وايتلي على موقع ناشيونال فوتبول تيمز (الإنجليزية)
- أورتيس وايتلي على موقع Soccerway.com (الإنجليزية)